# Усијел
Усијел (фр. Authieule) насеље је и општина у североисточној Француској у региону Пикардија, у департману Сома која припада префектури Амјен.
По подацима из 2011. године у општини је живело 365 становника, а густина насељености је износила 79,69 становника/km². Општина се простире на површини од 4,58 km². Налази се на средњој надморској висини од 92 метара (максималној 142 m, а минималној 57 m).

## Демографија
| 1962. | 1968. | 1975. | 1982. | 1990. | 1999. | 2011. |
| ----- | ----- | ----- | ----- | ----- | ----- | ----- |
| 250   | 247   | 283   | 300   | 319   | 356   | 365   |

График промене броја становника у току последњих година